# Sahip Ata

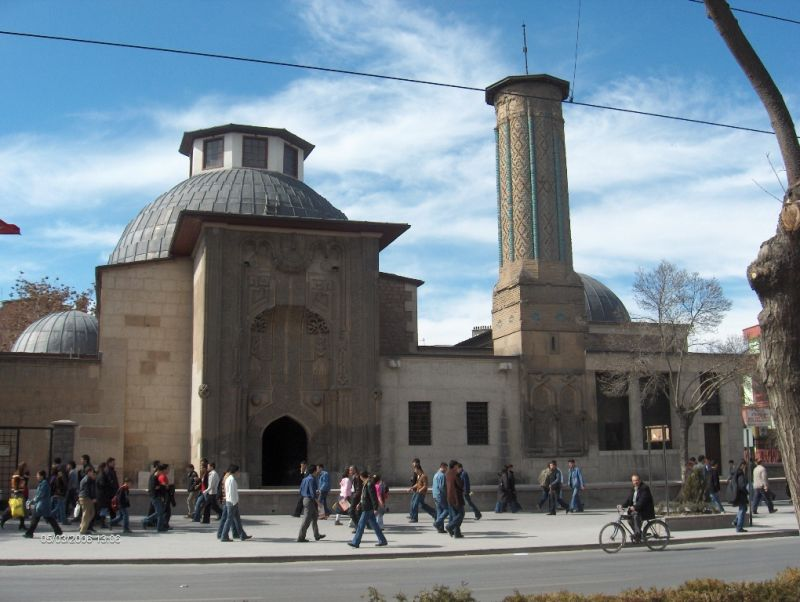
İnce-Minareli-Medrese in Konya

Sahip Ata Fahrettin Ali, auch als Fakhr al-Din Ali bekannt († 1288/1289), war ein seldschukischer Politiker. Er war Wesir und Großwesir im Sultanat der Rum-Seldschuken.

## Karriere
In den Jahren 1256/57 bis 1258/1259 übte er das Amt des amīr-dād (etwa: „Justizminister“) aus. 1259 wurde er nā'ib (ein religiös-militärischer Rang, etwa: „Leutnant“). In den Jahren 1259/60 bis 1271/72 sowie 1272/1273 bis 1288/89 übte er das Wesiramt aus. Nach dem Tod des Pervane wurde er Großwesir.

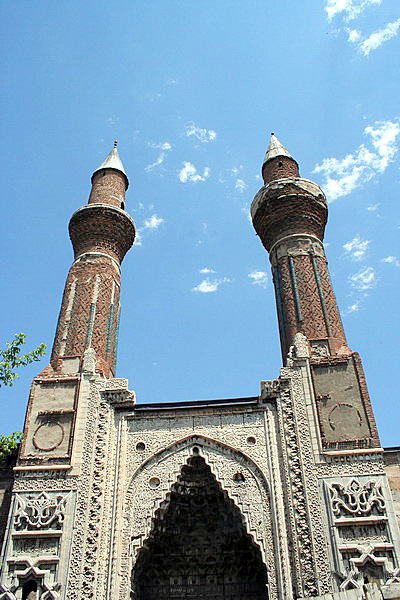
Gök-Medrese in Sivas

## Bauwerke
Er gründete viele Stiftungen und ließ Moscheen und Madrasas errichten, u. a. die Sahip Ata Moschee in Konya, die İnce-Minareli-Medrese in Konya und die Gök-Medrese in Sivas (1271). Seine Bauten zählen zu den bedeutenden Denkmälern der seldschukischen Architektur.

## Beylik

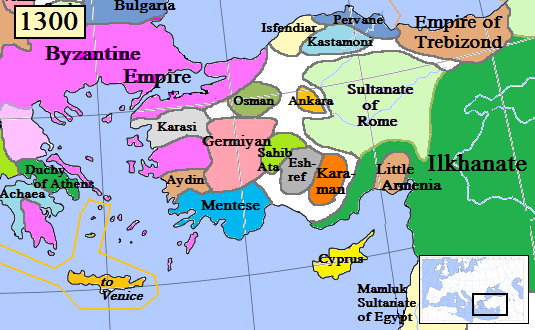
Anatolien ca. 1300

Er begründete das Beylik der Sahipataoğulları („Söhne von Sahip Ata“) in Afyonkarahisar. Darüber geriet er schon von Beginn an in Konflikt mit dem Nachbarbeylik der Germiyan. Das Beylik kam schon bald nach seinem Tod in die Abhängigkeit der Germiyan.